# ISO 3166-2:VE
ISO 3166-2:VE è uno standard ISO che definisce i codici geografici delle suddivisioni del Venezuela; è un sottogruppo dello standard ISO 3166-2.
I codici sono assegnati ai 23 stati federati, al distretto della capitale Caracas e alle Dipendenze Federali; sono formati da VE- (sigla ISO 3166-1 alpha-2 dello Stato), seguito da una lettera.

## Codici
| Codice | Stato               |
| ------ | ------------------- |
| VE-Z   | Amazonas            |
| VE-B   | Anzoátegui          |
| VE-C   | Apure               |
| VE-D   | Aragua              |
| VE-E   | Barinas             |
| VE-F   | Bolívar             |
| VE-G   | Carabobo            |
| VE-H   | Cojedes             |
| VE-Y   | Delta Amacuro       |
| VE-I   | Falcón              |
| VE-J   | Guárico             |
| VE-K   | Lara                |
| VE-L   | Mérida              |
| VE-M   | Miranda             |
| VE-N   | Monagas             |
| VE-O   | Nueva Esparta       |
| VE-P   | Portuguesa          |
| VE-R   | Sucre               |
| VE-S   | Táchira             |
| VE-T   | Trujillo            |
| VE-X   | Vargas              |
| VE-U   | Yaracuy             |
| VE-V   | Zulia               |
| VE-W   | Dipendenze Federali |
| VE-A   | Distretto Capitale  |